# Rhynchodontodes calamina
Rhynchodontodes calamina là một loài bướm đêm trong họ Erebidae.